# John Brown (servo)
John Brown (8 de dezembro de 1826 – Castelo de Windsor, 27 de março de 1883) foi um assistente pessoal e favorito escocês  da Rainha Vitória do Reino Unido por muitos anos, depois de trabalhar como empregado de campo para o marido dela, Príncipe Alberto. Ele era apreciado por muitos (incluindo a Rainha) por sua competência e companheirismo, e ressentido por outros (mais notavelmente seu filho e herdeiro aparente, o futuro Eduardo VII, os outros filhos da Rainha, ministros, e funcionários do palácio) por sua influência e informalidade. A natureza exata de seu relacionamento com a Rainha Vitória foi objeto de grande especulação por contemporâneos.

## Primeiros anos
Brown nasceu em 8 de dezembro de 1826, na fazenda Crathienaird, entre Crathie e Braemar, Aberdeenshire, Escócia, filho de Margaret Leys e John Brown, e foi trabalhar como empregado de campo (em escocês ghillie ou gillie) no Castelo de Balmoral, que a Rainha Vitória e o Príncipe Alberto arrendaram em fevereiro de 1848, e compraram em novembro de 1851.
Brown tinha vários irmãos mais novos e uma irmã, três dos quais também entraram para o Serviço Real. Seu irmão Archibald Anderson "Archie" Brown, 15 anos mais novo que John, acabou se tornando camareiro pessoal do filho mais novo de Vitória, Príncipe Leopoldo, Duque de Albany.

## Relacionamento com a Rainha Vitória

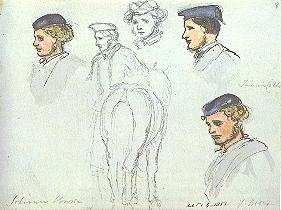
O jovem John Brown como esboçado pela rainha Vitória

Em 1851, o papel de Brown mudou de empregado de campo e amigo pessoal do Príncipe Alberto para um "papel permanente" como tratador do pônei da Rainha, "por instigação do Príncipe Alberto".

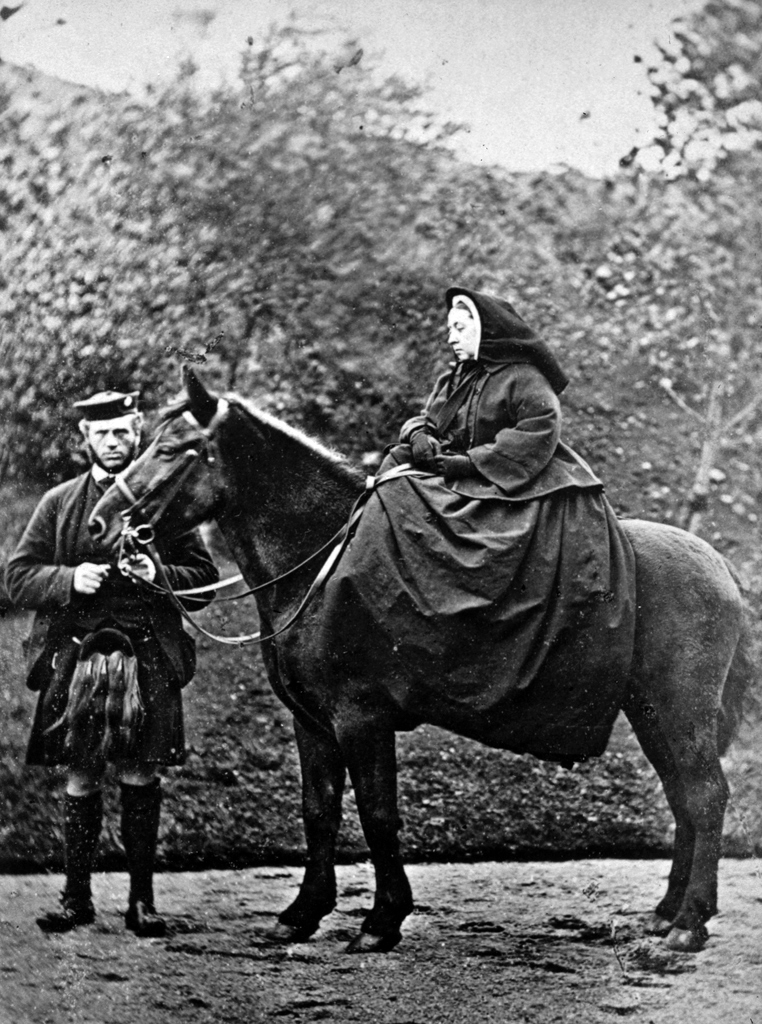
Vitória a cavalo com o seu criado John Brown

A morte do Príncipe Alberto em 1861 foi um choque do qual a Rainha Vitória nunca se recuperou totalmente. John Brown tornou-se um amigo e apoiou a Rainha. Vitória deu-lhe muitos presentes, além de criar duas medalhas para ele, a Medalha do Empregado Fiel e Medalha do Serviço Dedicado. Ela também encomendou um retrato dele, em 1876, que lhe foi dado no aniversário de Alberto, 26 de agosto.
Os filhos e ministros de Rainha Vitória não foram tão receptivos à alta consideração que ela tinha por Brown, e circulavam rumores de que havia algo impróprio em seu relacionamento. A própria Vitória descartou o falatório como "fofoca maldosa das classes mais altas".
Aqueles que acreditam que a rainha via Brown como pouco mais que um servo apontam para o fato de que, após sua morte, ela se apegou de forma semelhante a um servo indiano, Mohammed Abdul Karim, um dos dois que vieram trabalhar para ela no final de junho de 1887. Ela o chamou de Munshi, e ele ficou ainda mais ressentido do que John Brown. Ao contrário de Brown, cuja lealdade não foi questionada, houve alegações contemporâneas não comprovadas de que Abdul Karim explorou sua posição para ganho pessoal e prestígio.
O livro Last Days of Glory: The Death of Queen Victoria, de Tony Rennell, descreve as instruções detalhadas de Victoria sobre seu enterro para seu médico, Sir James Reid (Brown morreu em 1883: o desejo da rainha era que ele a atendesse). Isso incluía uma lista de lembranças e lembranças, fotografias e bugigangas a serem colocadas no caixão com ela: junto com o roupão de Albert e um molde de gesso de sua mão, a rainha foi enterrada com uma mecha do cabelo de Brown, sua fotografia, a aliança de casamento da mãe de Brown, dada a ela por Brown, junto com várias de suas cartas. A fotografia, embrulhada em papel de seda branco, foi colocada em sua mão esquerda, com flores arranjadas para escondê-la. Ela usava o anel no terceiro dedo da mão direita.

## Morte

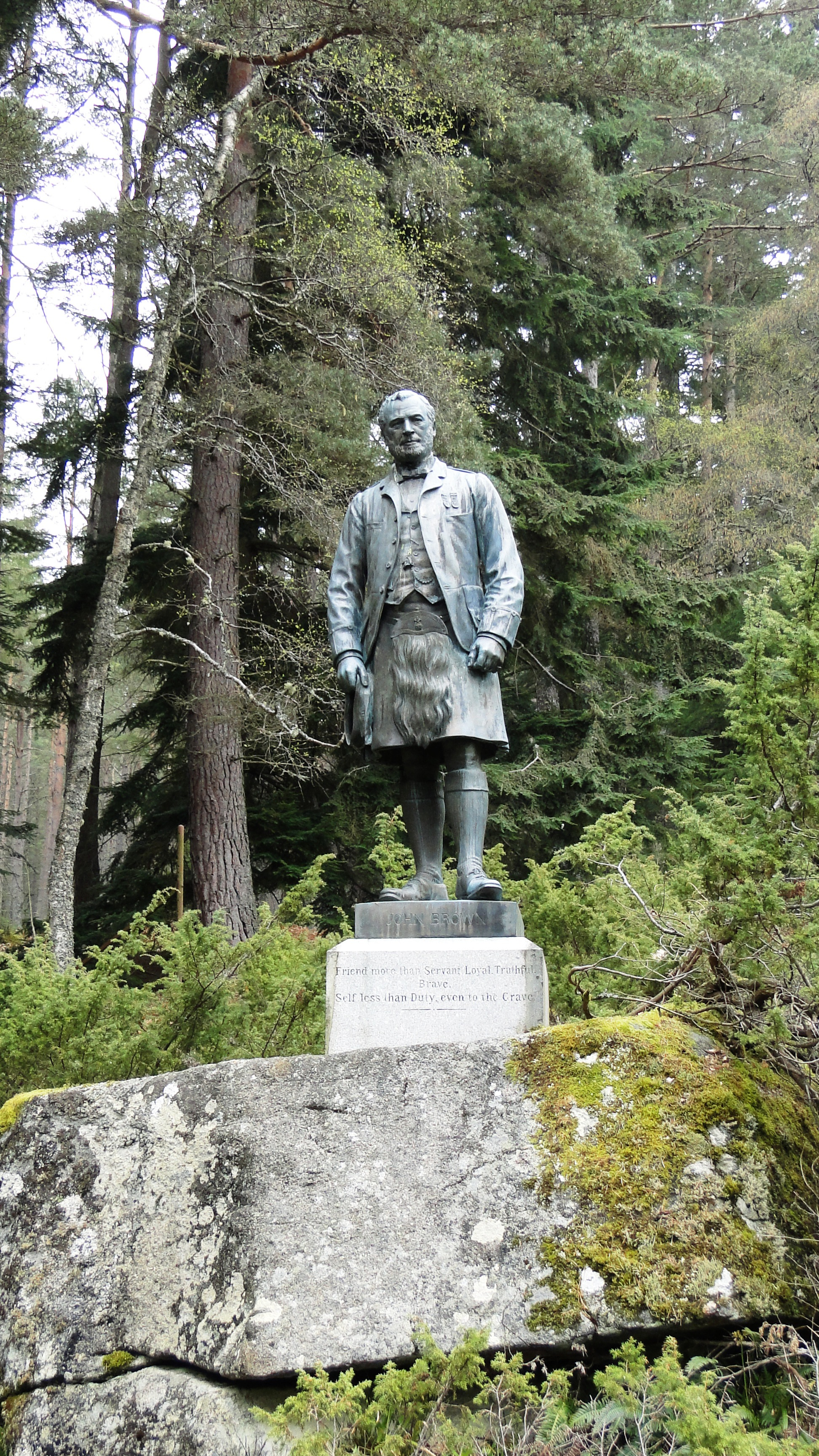
Estátua de John Brown no terreno de Balmoral

Dois dias depois de ser acometido de erisipela, que o aleijou a ponto de não poder comparecer à rainha pela primeira vez em mais de dezoito anos como seu servo, John Brown morreu, aos 56 anos, no Castelo de Windsor em 27 de março de 1883, e está enterrado em Crathie Kirkyard, no próximo lote de seus pais e vários de seus irmãos. A inscrição em sua lápide mostra ainda mais o apego entre ele e a Rainha:
"Esta pedra foi erguida em memória afetuosa e agradecida de John Brown, o dedicado e fiel assistente pessoal e amado amigo da Rainha Vitória, a cujo serviço esteve por 34 anos.
Nascido em Crathienaird em 8 de dezembro. 1826 morreu no Castelo de Windsor em 27 de março de 1883.
Aquele Amigo com cuja fidelidade você conta/aquele Amigo dado a você por circunstâncias/sobre as quais você não tem controle/foi um dom do próprio Deus.

Muito bem, servo bom e fiel/ Foste fiel no pouco,/ sobre muito te colocarei/ Entra no gozo do Senhor."
A rainha Vitória encomendou uma estátua em tamanho real de Brown por Edgar Boehm logo após sua morte. A inscrição dizia: Amigo mais do que servo. Leal. Verdadeiro. Corajoso. Eu menos que o Dever, até mesmo para o Túmulo. Quando o filho de Victoria subiu ao trono, ele mudou a estátua para um local menos visível.:23